# Диас, Карла
Ка́рла Кароли́на Море́йра Ди́ас (порт. Carla Carolina Moreira Diaz; род. 28 ноября 1990, Сан-Паулу, Бразилия) — бразильская актриса театра и кино, фотомодель. Наиболее известная в России по роли Хадижи Рашид в телесериале «Клон».

## Биография
Родилась 28 ноября 1990 года в Сан-Паулу (Бразилия) в семье медиков. Она наполовину уругвайка, а наполовину бразильянка, семья её отца до сих пор живёт в Уругвае, поэтому Карла прекрасно владеет испанским и португальским языками. Начала сниматься в рекламе с 2 и 5 лет и за два года сыграла в 80 роликах.
В 1994 году сыграла свою первую роль в теленовелле «Нас было шестеро», потом снялась в «Бразильской школе» и в сериале «Любовь витает в воздухе». С 1997 года Карла снималась в бразильской версии аргентинского телесериала «Девчушки» (Chiquititas). Карла играла маленькую Марию в трёх сезонах сериала, продолжая съёмки до 1999. В 2000 году Карла подписала контракт на 2 сериала с каналом Globo: «Семейные узы» и «Клон». В обоих новеллах она играла с Джованной Антонелли. Так, в 2001 году сыграла в сериале «Клон» — Хадижу, дочь Жади, главной героини сериала, что сделало её известной и в России.
2002 год становится для Карлы «премиальным», она получает 6 различных наград, 5 из которых — это премии «Лучшая молодая актриса». В 2003 году Карла играет Анжелику в мини-сериале «Дом семи женщин», а в 2005 играет в сериалах «Орден Жёлтого Дятла» темпераментную девушку Клео и «Большой семье» — Беатрис. В 2007 году Карла играет одну из своих самых сложных работ в «Семь грехов», её героиня — сирота Джина, над которой издеваются в школе за то, что она является носителем СПИДа, девушка страдает от избиений и издевательств. В феврале 2009 года Карла подписала контракт с Rede Record, присоединившись к трилогии «Мутанты» на третьем этапе «Обещания любви», где стала одним из главных героев — Джуно. В 2011 году она присоединилась к актёрскому составу Rebelde, как таинственная Марсия.

## Избранная фильмография
- 2011 — Мятежники Бразилия (Rebelde Brasil) — Марсия Луз Малдонадо
- 2009 —  Обещания Любви (Promessas de Amor) —  Джуно Фишер Матосо
- 2008 —  Случаи и шансы(Casos e Acasos) —  Валерия
- 2007 — Sete Pecados —  Gina
- 2003 —  Дом семи женщин (A Casa das Sete Mulheres) —  Анхелика
- 2001—2002 —  Клон  — Хадижа Рашид
- 2000 —  Семейные узы (Lacos de familia) —  Ракел
- 1997 — 1999 —  Девчушки (Chiquititas) —  Мария
- 1997 —  O Amor Está no Ar
- 1996 —  Бразильская школа (Colégio Brasil) —  Тининья
- 1994 —  Нас было шестеро (Éramos Seis) —  Элиана

## Награды и премии
- 2002 — Contigo ! 2002 — лучший актёр-ребёнок